# Delilah gilvicornis
Delilah gilvicornis är en skalbaggsart som först beskrevs av Thomson 1868.  Delilah gilvicornis ingår i släktet Delilah och familjen långhorningar. Inga underarter finns listade i Catalogue of Life.